# Jan Mulak

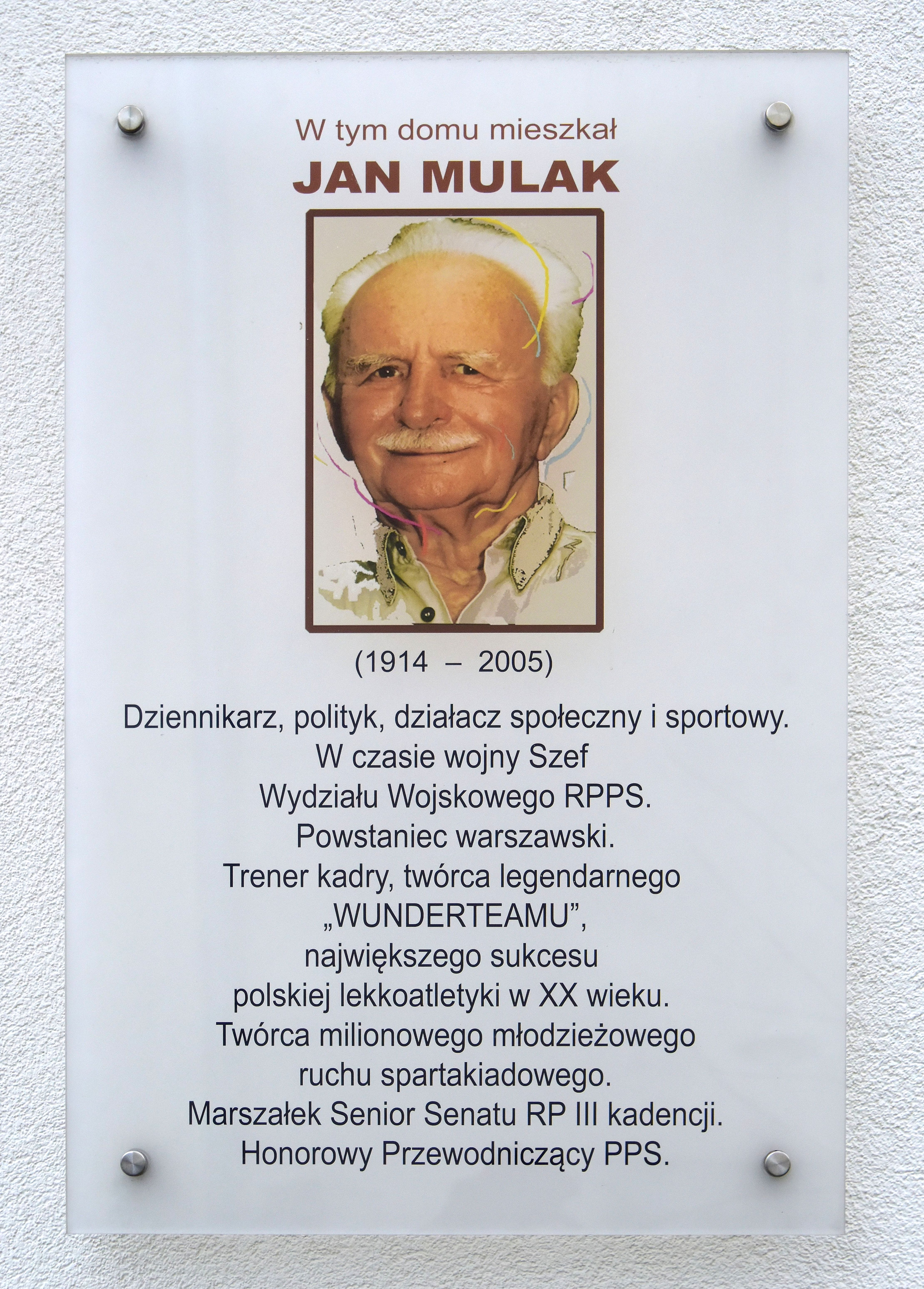
Tablica pamiątkowa przy ul. Krasińskiego 18 na warszawskim Żoliborzu

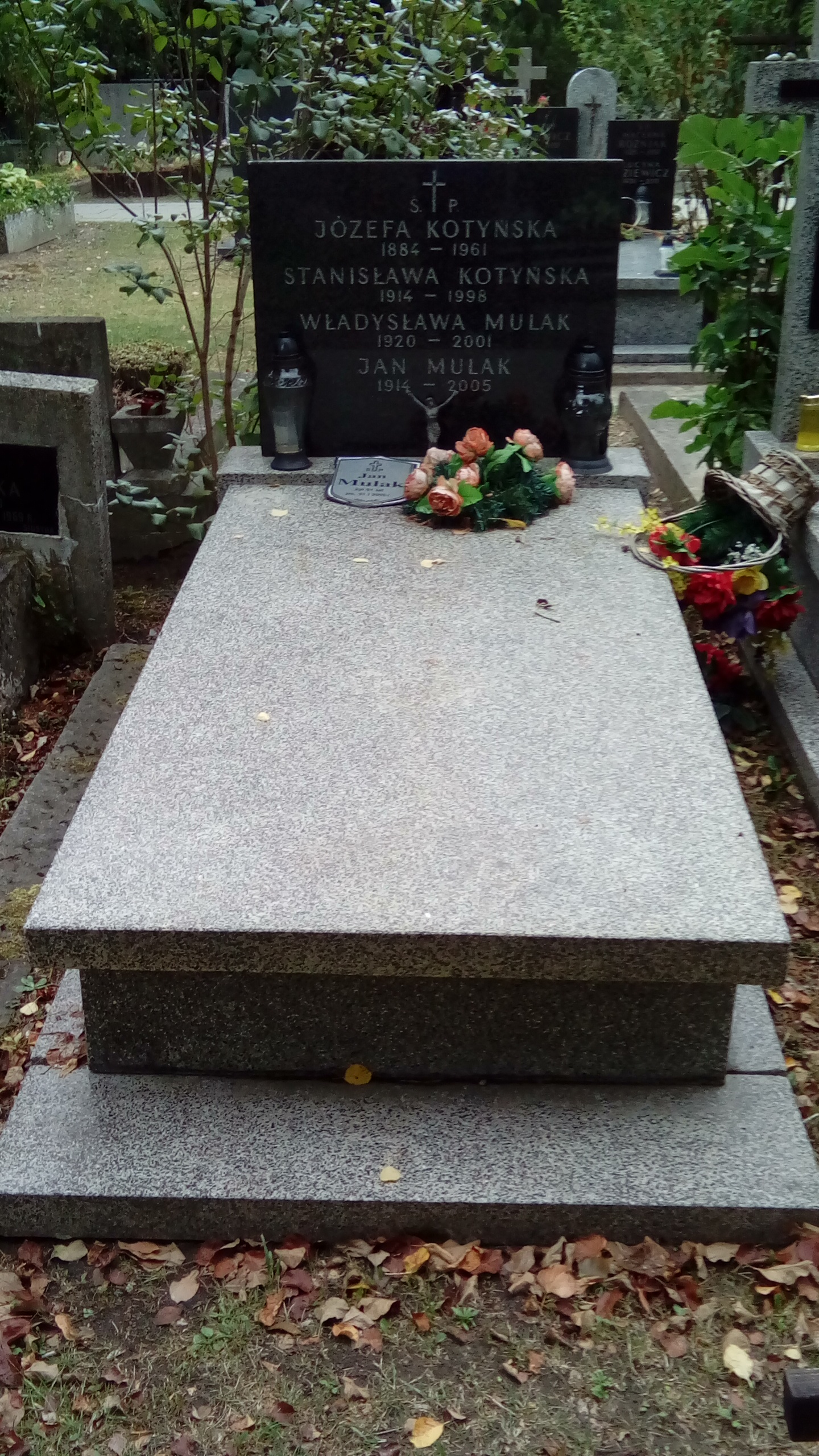
Grób Jana Mulaka na cmentarzu Wojskowym na Powązkach w Warszawie

Jan Mulak (ur. 28 marca 1914 w Warszawie, zm. 31 stycznia 2005 tamże) – polski dziennikarz, sportowiec, teoretyk sportu, polityk, trener kadry państwowej, twórca polskiego „Wunderteamu” lekkoatletycznego lat 50. i 60., senator i marszałek senior Senatu III kadencji.

## Życiorys
Był uczniem V Gimnazjum Miejskiego w Warszawie. W młodości należał do czołówki polskich średniodystansowców (w 1936 zdobył brązowy medal mistrzostw Polski w biegu na 1500 metrów), uprawiał też pływanie. Trenował w Robotniczym Klubie Sportowym „Skra” (później był tam instruktorem sportu). Jako szesnastoletni uczeń organizował robotnicze kluby sportowe, gdzie pełnił funkcje kierownicze. Związany był z Polską Partią Socjalistyczną, działał też w „Akcji Socjalistycznej”. Założył na Żoliborzu klub RKS Siła, z sekcjami lekkoatletyki i gier zespołowych.
Podczas II wojny światowej działał w lewicowym podziemiu: był kierownikiem Wydziału Wojskowego grupy konspiracyjnej „Barykada Wolności”, później zastępcą komendanta formacji bojowo-milicyjnych Polskich Socjalistów, kierownikiem Wydziału Wojskowego Robotniczej Partii Polskich Socjalistów oraz sekretarzem KC RPPS. Brał udział w powstaniu warszawskim (jako członek Sztabu Powstańczego na terenie Mokotowa).
Po wojnie został szefem Wydziału Prasy i Propagandy CKW PPS. Usunięto go z funkcji partyjnych jeszcze przed zjednoczeniem partii PPS z PPR w 1948. Był zaangażowany w prace Komitetu Słowiańskiego w Polsce.
W 1950 wyszedł z ukrycia i zaczął pracować na rzecz lekkiej atletyki. Od 1951 był trenerem biegów długich. W 1954 został przewodniczącym Wojewódzkiego Komitetu Sportowego. Zastosował szkolenie specjalistyczne w lekkiej atletyce i dzięki współpracy w procesie szkoleniowym z pracownikami naukowymi uczelni wychowania fizycznego stworzył polski „wunderteam”. Trenował polskich długodystansowców, m.in. Zdzisława Krzyszkowiaka i Jerzego Chromika.
W latach 1970–1973 pełnił funkcję doradcy ministra sportu młodzieży w Algierii. Od 1978 był doradcą przewodniczącego Głównego Komitetu Kultury Fizycznej i Sportu, a od 1981 przewodniczącym Związku Trenerów, honorowym członkiem Międzynarodowego Stowarzyszenia Trenerów Lekkiej Atletyki. W latach 1988–1989 stał na czele Polskiego Związku Lekkiej Atletyki. Był propagatorem upowszechniania sportu wśród młodzieży polskiej i twórcą masowego ruchu spartakiadowego obejmującego prawie 3,5 mln uczniów. W lutym 1989 wszedł w skład Komisji do spraw Upamiętnienia Ofiar Represji Okresu Stalinowskiego, działającej przy Radzie Ochrony Pamięci Walk i Męczeństwa.
Po 1989 działał w PPS. W 1991 z listy Solidarności Pracy bez powodzenia ubiegał się o mandat posła, a w 1993 z ramienia Sojuszu Lewicy Demokratycznej uzyskał mandat senatora. Był marszałkiem seniorem Senatu RP III kadencji. W 1997 bezskutecznie kandydował do Sejmu z listy SLD w okręgu podwarszawskim. Do śmierci był honorowym przewodniczącym rady naczelnej PPS.
Był też redaktorem naczelnym miesięcznika „Lekkoatletyka” (w latach 1957–1970) i członkiem prezydium Polskiego Komitetu Olimpijskiego. Napisał m.in. Wojsko Podziemne, Polska Lewica Socjalistyczna 1939–1944 oraz W Krakowie i na Śląsku.
Został pochowany na Cmentarzu Wojskowym na Powązkach w Warszawie (kw. K-11-27).

## Odznaczenia i upamiętnienie
W 1997 prezydent Aleksander Kwaśniewski odznaczył go Krzyżem Komandorskim Orderu Odrodzenia Polski. W 1999 w uznaniu zasług dla Warszawy uhonorowany został Nagrodą Miasta Stołecznego Warszawy.
Na budynku przy ul. Krasińskiego 18 w Warszawie, w którym mieszkał, umieszczono tablicę pamiątkową.

## Publikacje
- Wojsko podziemne 1939–1945, Spółdzielnia Wydawnicza „Wiedza”, Warszawa 1946.
- Historia P.P.S. (współautor), Wydział Szkoleniowy CKW PPS, Warszawa 1948.
- Bieg mimo przeszkód, „Sport i Turystyka”, Warszawa 1988, ISBN 83-217-2757-3.
- Polska lewica socjalistyczna 1939–1944, Książka i Wiedza, Warszawa 1990, ISBN 83-05-11995-5.
- Na Śląsku i Zagłębiu, Fundacja Wydawnicza PPS im. Mieczysława Niedziałkowskiego, Łódź 1995.
- Dlaczego: nie chciałem być premierem Rządu Tymczasowego, generałem Wojska Polskiego, rekordzistą świata, trenerem państwowym Królestwa Holandii?, Kto jest Kim, Warszawa 2006, ISBN 83-906213-4-7.